# Jean Luc Assoubre
Jean Luc Assoubre (Lakota, Costa d'Ivori, 8 d'agost de 1992) és un futbolista ivorià. Actualment juga al Nàstic.
Jean Luc va iniciar la seva etapa professional la temporada 2011/12 al Vila-real B. La temporada 2013/14, va fitxar pel Gimnàstic de Tarragona però va anar al filial durant 1 any i al següent ja va poder jugar al Nàstic.